# Holenderki
Holenderki – wieś w Polsce położona w województwie wielkopolskim, w powiecie kolskim, w gminie Przedecz.
| SIMC    | Nazwa    | Rodzaj    |
| ------- | -------- | --------- |
| 0292050 | Górka    | część wsi |
| 0292066 | Karolewo | część wsi |

W latach 1975–1998 miejscowość administracyjnie należała do województwa konińskiego.